# Тайстунген
Тайстунген (нім. Teistungen) — громада в Німеччині, розташована в землі Тюрингія. Входить до складу району Айхсфельд. Складова частина об'єднання громад Лінденберг/Айхсфельд.
Площа — 25,94 км2. Населення становить 2463 ос. (станом на 31 грудня 2021).

## Галерея

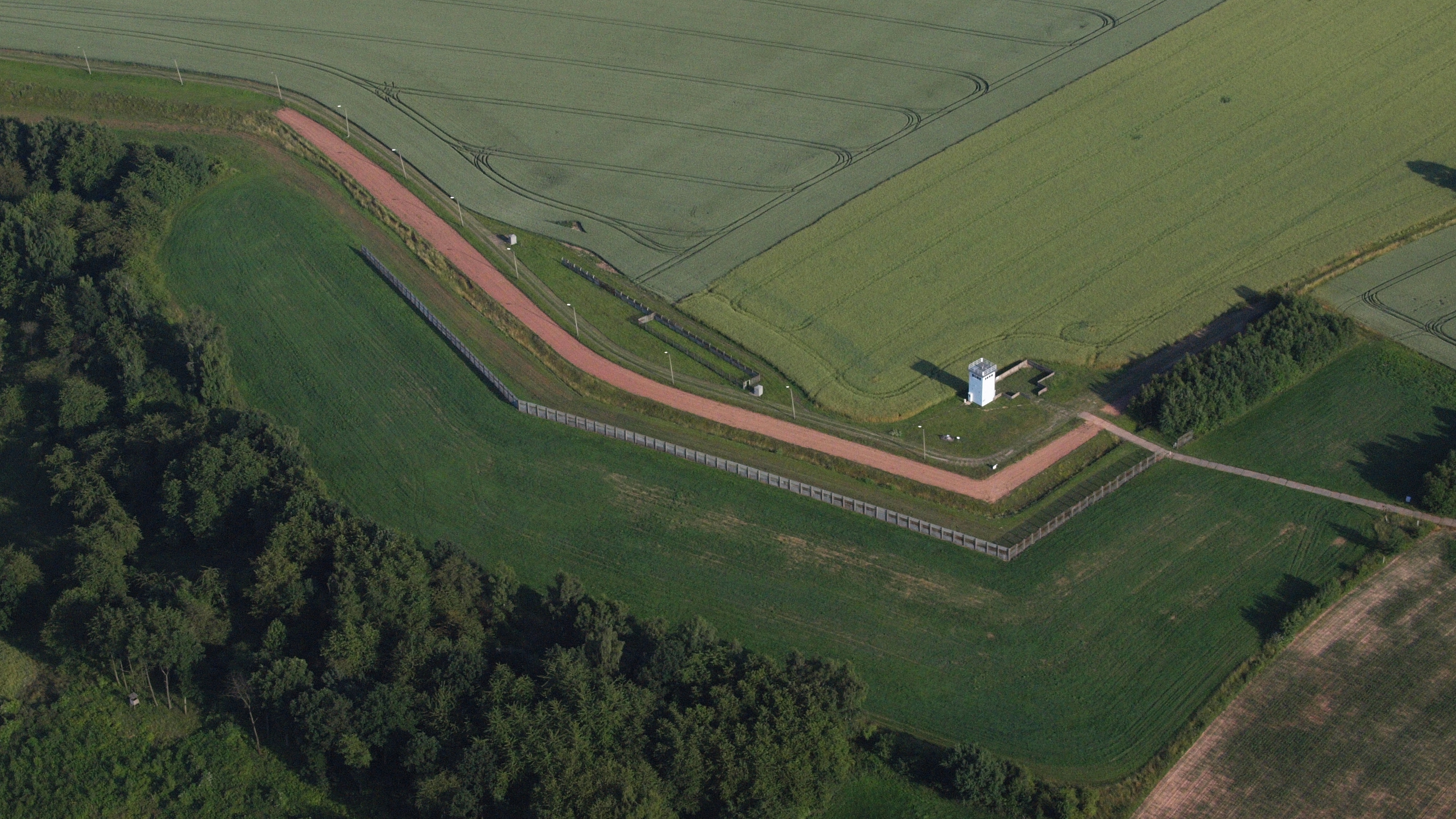
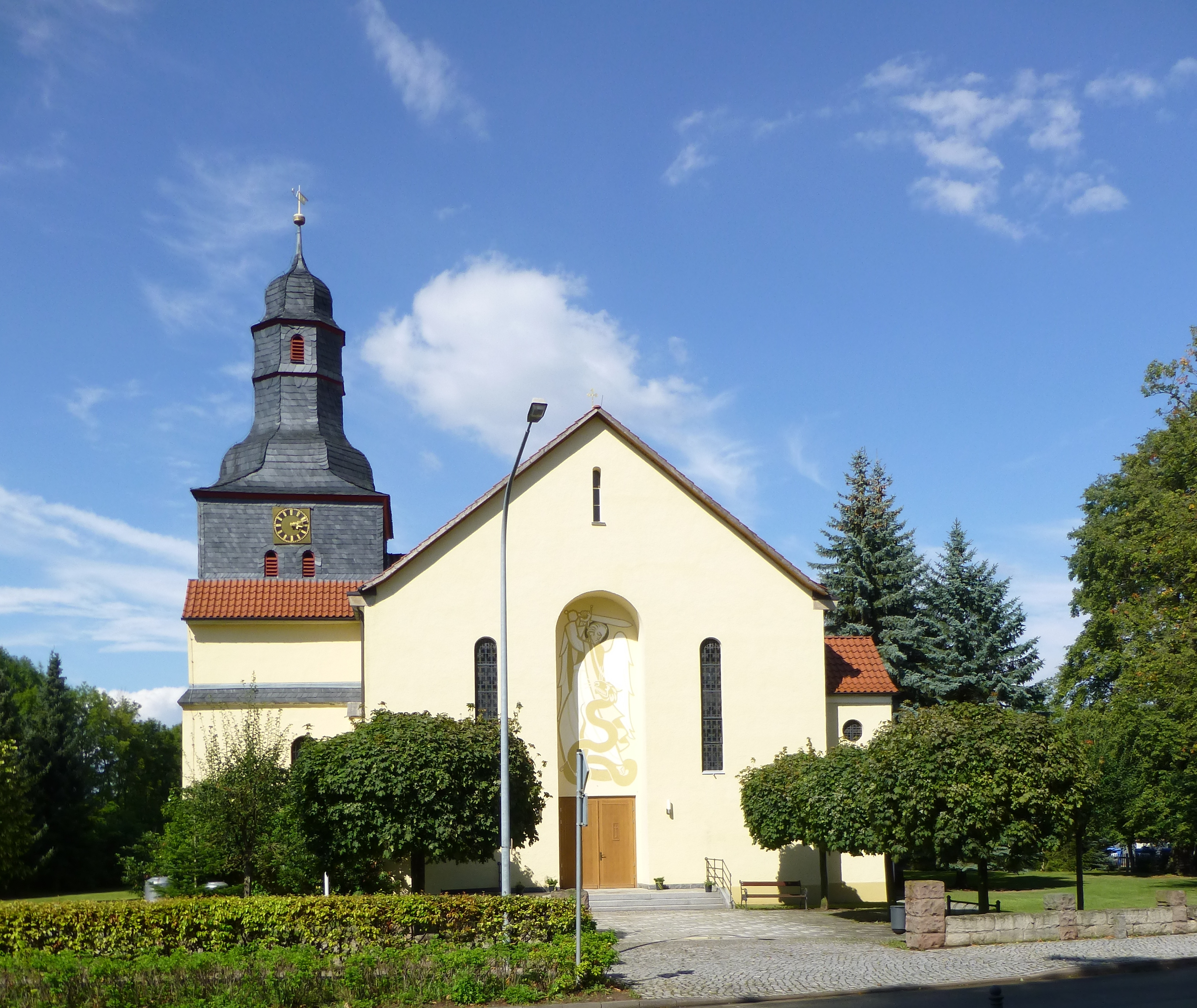